# آدلاید استرادا
آدلاید استرادا (زادهٔ ۱۸۹۸ - درگذشته در ۱۹۷۹) پزشک و پژوهشگر پرتغالی بود. او دومین زن پرتغالی بود که دکترای علوم زیستی دریافت کرد و در مارس ۱۹۲۸ به عضویت انجمن زیست‌شناسی پرتغال درآمد.

## اوایل زندگی
آدلاید آگوستا فرناندز استرادا در تاریخ ۲۹ سپتامبر ۱۸۹۸ در ناحیه پورتو، در محله ویتوریا متولد شد. او در مدرسه لیسیو الکساندر هرکولانو در پورتو تحصیل کرد. پس از درگذشت پدرش در سال ۱۹۱۳، او برای تأمین هزینه‌های تحصیلی خود به‌صورت نیمه‌وقت در بیمارستان کار می‌کرد. در اکتبر ۱۹۲۱، او دوره پزشکی را در دانشکده پزشکی دانشگاه پورتو (FMUP) آغاز کرد، جایی که بعدها به تدریس نیز پرداخت. استرادا در سال ۱۹۲۷ نخستین مدرک خود را دریافت کرد. در دوران دانشجویی، در سال ۱۹۲۲ به مؤسسه بافت‌شناسی و رویان‌شناسی در دانشگاه پورتو دعوت شد و در آنجا با آبل سالازار آشنا شد. او در ادامه با سالازار در فعالیت‌های پژوهشی مختلف همکاری کرد و دوستی نزدیکی با او برقرار نمود. سالازار که هنرمند نیز بود، چندین نقاشی از استرادا کشید، از جمله یک تابلوی برهنه که استرادا از آن برای لوح مالکیت خود استفاده کرد.

## حرفه پزشکی
در سال ۱۹۲۳، او به‌عنوان دستیار بافت‌شناسی منصوب شد و سه سال بعد، به‌عنوان تهیه‌کننده آزمایشگاه تحلیل‌های بالینی در دانشگاه پورتو مشغول به کار شد. در سال ۱۹۳۲، او به سمت دستیار در کلینیک بیماری‌های عفونی دانشگاه پورتو منصوب شد. در سال ۱۹۴۱، او کارآموزی خود را در مرکز مطالعات میکروسکوپی دانشگاه پورتو آغاز کرد. این مرکز با هدف بازگرداندن آبل سالازار، که در آن زمان استاد بود اما به دلیل مخالفت با ریاست استادو نووو در سال ۱۹۳۵ از سمت خود برکنار شده بود، تأسیس شد. استرادا تا زمان تعطیلی مرکز پس از مرگ سالازار در سال ۱۹۴۶ در آنجا ماند. تحقیقات او در دانشگاه پورتو و مرکز مطالعات میکروسکوپی منجر به انتشار مقالات متعددی در نشریات علمی شد، از جمله «سندرم‌های مننژی و مننژیت حاد غیرطبیعی»، «سؤالاتی در مورد نام‌گذاری خون‌شناسی» و «شاخص‌های خون‌شناسی فاقد ارزش تشخیصی».
در طول حرفه خود، استرادا عضو انجمن زیست‌شناسی پرتغال (۱۹۲۸) و انجمن آناتومیست‌ها بود. او در سال ۱۹۵۰ بازنشسته شد و در سال ۱۹۵۲ یک آزمایشگاه خصوصی در پورتو تأسیس کرد.

## سیاست
در دورانی که زنان هنوز با موانع بسیاری روبه‌رو بودند و تعداد کمی از آنان می‌توانستند عقاید خود را علنی بیان کنند، استرادا با مجله اندیشه (به پرتغالی:Pensamento)، که تحت نظر یک مؤسسه فرهنگ سوسیالیستی بود و در پورتو منتشر می‌شد، همکاری کرد. او همچنین با مجله خورشید در حال طلوع (به پرتغالیO Sol: Nascente) که در آن زنان دربارهٔ شرایط زنان و نیاز به مشارکت فعال‌تر آنان در جامعه می‌نوشتند، همکاری داشت. علاوه بر این، او برای مجله برزیلی ایسفرا نیز مطلب می‌نوشت. استرادا از مخالفان رژیم استادو نووو بود و از کارزارهای انتخاباتی ژوزه نورتون د ماتوس در سال ۱۹۴۹ و هامبرتو دلگادو در سال ۱۹۵۸ حمایت کرد.

## درگذشت
آدلاید آگوستا فرناندز استرادا در ۱۸ اکتبر ۱۹۷۹ درگذشت.

## جوایز و افتخارات
در سال ۲۰۱۹، نمایشگاهی با عنوان «آدلاید استرادا: فراتر از علم» در موزه‌خانه آبل سالازار در پورتو برگزار شد. این نمایشگاه بخشی از مجموعه‌ای از نمایشگاه‌ها تحت عنوان «و بااین‌حال، آنان حرکت می‌کنند! زنان در هنر و علوم!» بود. این رویداد با هدف تجلیل از زنان در حوزه‌های حرفه‌ای مختلف که از محدودیت‌های اجتماعی و فرهنگی تحمیل‌شده بر زنان فراتر رفته بودند، برگزار شد. از سال ۱۹۹۹، آدلاید تنها پزشک زنی بوده است که نامش در نام‌گذاری جغرافیایی پورتو ثبت شده و خیابانی به نام او نام‌گذاری شده است.